# Кубок Вірменії з футболу 2021—2022
Кубок Вірменії з футболу 2021–2022 — 31-й розіграш кубкового футбольного турніру у Вірменії. Титул захищав Арарат, проте програв у півфіналі. Трофей вперше здобув Нораванк, для якого це була друга участь турнірі за історію існування клубу.

## Календар
| Раунд        | Дата                 | Матчі | Клуби  |
| ------------ | -------------------- | ----- | ------ |
| Перший раунд | 15-17 вересня 2021   | 4     | 12 → 8 |
| 1/4 фіналу   | 21-25 листопада 2021 | 4     | 8 → 4  |
| 1/2 фіналу   | 2-3 квітня 2022      | 2     | 4 → 2  |
| Фінал        | 8 травня 2022        | 1     | 2 → 1  |

## Перший раунд
| Команда 1         | Рахунок      | Команда 2       |
| ----------------- | ------------ | --------------- |
| 15 вересня 2021   |              |                 |
| Ширак (2)         | 0:1          | Нораванк        |
| 16 вересня 2021   |              |                 |
| Лернаїн Арцах (2) | 1:2          | Арарат-Вірменія |
| 17 вересня 2021   |              |                 |
| Ван               | 2:2 пен. 3:1 | Юніор Севан     |
| ЦСКА (Єреван) (2) | 1:2          | Пюнік           |

## 1/4 фіналу
| Команда 1         | Рахунок      | Команда 2       |
| ----------------- | ------------ | --------------- |
| 21 листопада 2021 |              |                 |
| Урарту            | 2:0          | Алашкерт        |
| 23 листопада 2021 |              |                 |
| Пюнік             | 1:1 пен. 2:4 | Ван             |
| 24 листопада 2021 |              |                 |
| Нораванк          | 2:1          | Арарат-Вірменія |
| 25 листопада 2021 |              |                 |
| Арарат            | 1:0          | Ноах            |

## 1/2 фіналу
| Команда 1     | Рахунок | Команда 2 |
| ------------- | ------- | --------- |
| 2 квітня 2022 |         |           |
| Арарат        | 1:2     | Нораванк  |
| 3 квітня 2022 |         |           |
| Урарту        | 3:0     | Ван       |

## Фінал
| 8 травня 2022 18:00 (19:00 AMT) |

| Нораванк                  | 2:0      | Урарту |
| ------------------------- | -------- | ------ |
| - Мустафін 29' - Єнне 77' | Протокол |        |

| ім. Вазгена Саркісяна, Єреван Арбітр: Завен Ованесян |